# Santa Cruz (Trinidad und Tobago)
Santa Cruz ist eine Stadt in Trinidad und Tobago. Sie war im 19. Jahrhundert ein bedeutender Standort von Kakaoplantagen.

## Lage
Santa Cruz liegt im Nordwesten der Hauptinsel Trinidad inmitten des Mittelgebirges Northern Range, etwa zehn Kilometer nordöstlich der Hauptstadt Port of Spain. Die Stadt liegt in der bevölkerungsreichen Region San Juan-Laventille, fünf Kilometer von der Nordküste der Insel entfernt. Das unregelmäßig geformte Stadtgebiet orientiert sich an mehreren miteinander verbundenen, langgestreckten Tälern, von denen eines das größte Tal innerhalb der Northern Range bildet. Im Westen grenzt das Stadtgebiet an die Region Diego Martin, im Süden erstreckt sich jenseits der Grenzen des Tals der bevölkerungsreiche East-West Corridor.
Der Santa Cruz River, ein Flüsschen, das in einem Gemälde von Michel-Jean Cazabon verewigt wurde (Bamboos and Immortelles on Santa Cruz River), durchfließt das Tal in Richtung Süden, nimmt das Wasser diverser kleiner Nebenflüsse (unter anderem des Grande Curucaye River und des Cimaronero River) auf, durchquert das südlich gelegene San Juan und entwässert schließlich in den Caroni River.

## Gliederung
Die kleinste Verwaltungseinheit Trinidads ist die Community, vergleichbar einer deutschen Ortschaft. Santa Cruz gliedert sich in die Communitys Cantaro Village, La Pastora, Lower Santa Cruz, Sam Boucaud, Santa Cruz und Soconusco.
| Community        | Einwohner |
| ---------------- | --------- |
| Cantaro Village  | 4408      |
| La Pastora       | 2901      |
| Lower Santa Cruz | 576       |
| Sam Boucaud      | 2357      |
| Santa Cruz       | 1087      |
| Soconusco        | 1192      |
| Summe            | 12.521    |

Auf Landesebene gehört die Stadt zum Wahlbezirk St. Ann's East, Abgeordnete des Wahlbezirks im Repräsentantenhaus ist seit den Wahlen 2015 Nyan Gadbsy-Dolly (PNM). Auf kommunaler Ebene gehört Santa Cruz zum Wahlbezirk Maracas Bay/Santa Cruz/La Fillette, hier gewann bei den Kommunalwahlen 2016 die PNM.

## Geschichte
Das Tal, in dem Santa Cruz seinen Ursprung nahm, wurde in zwei Wellen besiedelt. Bereits in den 1780er-Jahren bauten spanische Plantagenbesitzer im Tal Kaffee sowie in geringem Umfang Kakao an. Neben drei großen Plantagen gab es diverse Kleinbetriebe mit je 0,15 Hektar (5 Carré) Parzellengröße, einige davon mutmaßlich freigelassenen Sklaven gehörend. 1783 erließ die spanische Krone die Cedula de populacion, ein Edikt, dass katholischen Bürgern anderer Nationen in wenig erschlossenen spanischen Kolonien Land zur Besiedelung zur Verfügung stellte. In der Folge zogen Katholiken in vergleichsweise großer Zahl nach Trinidad, primär von anderen karibischen Inseln (von denen sie Sklaven mitbrachten), zum Teil aber auch aus Europa. Neun Franzosen und zwei Iren bekamen Land im Tal zugewiesen, in dem heute Santa Cruz liegt. Als die Briten 1797 die Insel kampflos eroberten, führten sie eine Volkszählung durch und registrierten für Santa Cruz 30 weiße Einwohner und 344 Arbeiter, von denen, ungewöhnlich für damalige Verhältnisse, nur 133 Sklaven waren, die übrigen 211 waren freigelassene Sklaven, die weiterhin auf den Plantagen arbeiteten. Bedingt durch die Fruchtbarkeit des Tals war der Anbau von Kaffee und Kakao ein lukratives Geschäft für die Bewohner von Santa Cruz. In den 1810er-Jahren war Jonas Mohammed Bath einer der prominenteren Plantagenbesitzer; der ehemalige Coromantee-Sklave hatte als Kingsman fungiert, als direkt der Regierung unterstellter Sklave, und hatte als islamischer Prediger und selbsternannter „Sultan von Yalliallhad“ großen Einfluss auf den muslimischen Teil der Bevölkerung Trinidads. Prominentester Plantagenbesitzer in den 1820er-Jahren war Antonio Gomez, Vizegouverneur der Kolonie. Gomez’ 16-jährige Tochter Soledad war mit dem 43-jährigen Gouverneur Ralph Woodford verlobt, die Heirat scheiterte jedoch an Woodfords Tod im Mai 1828. Durch die abgeschiedene Lage war Santa Cruz von politischen Veränderungen auf der Insel etwas abgeschnitten; Verkehrssprache des Gemeinderats von Santa Cruz war noch 1844 Spanisch.
Nach Beschwerden der Einwohner, die für den Gottesdienst zu Fuß über einen Bergpfad ins acht Kilometer entfernte Maraval gehen mussten, tätigte der Gemeinderat 1844 eine Eingabe, die die Ernennung von Santa Cruz zum Parish (Kirchspiel) zur Folge hatte. Im April 1845 wurde der Bau der katholischen Kirche Church of the Holy Cross vollendet, was die Ernennung zum Parish formell abschloss. Die Kirche stand auf dem Platz, auf dem heute die katholische Grundschule steht, etwa 100 Meter vom Nachfolgebau (der Holy Cross RC Church) entfernt. 1849 wurden im Zuge einer Verwaltungsreform das britische Ward-System und eine Besteuerung von Plantagen nach Ward-Zugehörigkeit eingeführt. In der Folge wechselten viele Plantagen den Besitzer, weil die alten Eigentümer die Steuern nicht bezahlen konnten oder wollten. 1852 investierte die Regierung massiv in den Ausbau der beiden Straßen nach Santa Cruz, das zu dieser Zeit ein bedeutendes Anbaugebiet für Kakao war. Der Ward Santa Cruz erhielt 1852 außerdem eine der ersten öffentlichen Schulen der Kolonie. Der Nutzen der Schule wurde allerdings im lange Zeit in Frage gestellt, da die Kinder oftmals auf den Plantagen arbeiten mussten. 1881 waren 150 Kinder in der Schule angemeldet, von denen im Schnitt aber nur die Hälfte zum Unterricht erschien. 1908 wurde der Bau der heutigen Holy Cross RC Church begonnen; die Arbeiten dauerten bis 1925.
In den 1920er-Jahren verfiel der Preis von Kakao auf den Weltmärkten, was dramatische Auswirkungen auf Santa Cruz hatte. Nur wenige Plantagenbesitzer erkannten die Zeichen der Zeit und sattelten auf den Anbau von Zitrusfrüchten um. 1940 war der Betrieb von Kakaoplantagen so unrentabel geworden, dass der Staat mehrere Plantagen in Santa Cruz aufkaufte, um sie in Wohngebiete mit angeschlossener Agrarwirtschaft umzuwandeln. 1946 wurde das Tal im Rahmen einer Verwaltungsreform dem Ward St. Ann's zugeschlagen. In den 1980er-Jahren wurden im Tal noch in nennenswertem Umfang Zitrusfrüchte und Avocados angebaut. Seit der Verwaltungsreform von 1990 gehört die Stadt zur neu geschaffenen Region San Juan-Laventille.

### Einwohnerentwicklung
| Bevölkerungsentwicklung 1797–2011                                                |
| -------------------------------------------------------------------------------- |
| 15.00010.0005.000037417971.10018102.25218712.19118811.48719466.000198812.5212011 |

## Wirtschaft und Verkehr
Santa Cruz besteht primär aus Wohnbebauung, ergänzt um Kleingewerbe für die Versorgung der Einwohner. Im Tal werden immer noch Kakao sowie Zitrusfrüchte angebaut. Bekannt ist die Stadt für ihren Biomarkt, den ersten des Landes.
Santa Cruz liegt in Relation zu seiner Größe vergleichsweise isoliert, was der abgelegenen Lage in einem Tal der Northern Range geschuldet ist. Es ist lediglich über die Saddle Road an den Rest Trinidads angebunden. Die zweispurige, teils in Serpentinen verlaufende Straße verläuft in West-Ost-Richtung zwischen Maraval und Santa Cruz, knickt in der Stadt nach Süden ab und führt durch Urwald und kleinere Ansiedlungen entlang der Hänge nach San Juan im East-West Corridor. Eine unbefestigte Straße nach Maracas an der Nordküste der Insel existierte bis Ende des 19. Jahrhunderts, wurde aber aufgegeben. Der Piarco International Airport liegt im East-West Corridor, 25 Kilometer von Santa Cruz entfernt.

## Einrichtungen
Zwei religiöse Bildungseinrichtungen, das christliche West Indies Theological College und das ebenfalls christliche Caribbean Nazarene College, haben ihren jeweiligen Campus in Santa Cruz. Die einzigen Naherholungsflächen sind die primär als Cricketstadion genutzten Brian Lara Recreational Grounds (in denen 2016 ein Fußballspiel der TT Pro League 2016/17 ausgetragen wurde und in denen der Erstliga-Fußballverein San Juan Jabloteh gelegentlich Heimspiele austrägt) und die kleineren Grünflächen Saddle Grove Park im Westen der Stadt und La Pastora Recreational Grounds im Stadtteil La Pastora.
In der Stadt gibt es eine Polizei- und eine Feuerwehrwache. In letzterer ist das Land Search and Rescue Team stationiert, eine Erste-Hilfe-Einheit, deren Operationsgebiet das gesamte zentrale Nordtrinidad abdeckt. Santa Cruz verfügt über vier Grundschulen sowie eine weiterführende Schule. An religiösen Einrichtungen verfügt die Stadt über drei christliche Kirchen, einen Hindutempel und eine Moschee.

## Persönlichkeiten
- Jeffrey Stollmeyer (1921–1989), Cricketspieler und Politiker
- Eintou Pearl Springer (* 1944), Dramatikerin und Dichterin
- Brian Lara (* 1969), Cricketspieler
- Curtis Gonzales (* 1989), Fußballspieler